# Babysitting (film)
Pour les articles homonymes, voir Baby-sitting et Babysitter (homonymie).
Série
Babysitting 2
(2015)
Pour plus de détails, voir Fiche technique et Distribution.
Babysitting est une comédie française écrite et coréalisée par Philippe Lacheau et Nicolas Benamou, sortie en 2014.
Le film suit Franck, agent d'accueil aux éditions Schaudel, qui souhaite devenir dessinateur de bande dessinée. Alors lorsque son patron lui propose de lire une ébauche à condition qu'il garde son fils ce soir, Franck ne peut pas refuser. Le problème, c'est qu'il s'agit du jour de son anniversaire et ses amis ne comptent pas laisser tomber la fête qu'ils avaient préparée.
C'est le premier film interprété par les membres de La Bande à Fifi, presque au complet, troupe révélée par Canal+. Il est bien accueilli par la critique et rencontre un gros succès public : plus de deux millions d'entrées.
Le film est réalisé en grande partie en found footage, chose assez rare dans le cinéma français à l'époque. Il suit en cela la voie de films humoristiques américains comme Projet X de Nima Nourizadeh, dont la ressemblance a été pointée du doigt par plusieurs critiques. Or à la sortie du film en 2012, Philippe Lacheau et son équipe avaient déjà écrit un scénario et étaient à la recherche d'un financement.

## Synopsis
Franck est employé comme agent d'accueil aux éditions Schaudel et a pour ambition de faire publier une bande dessinée.
Un jour, alors que Franck veut montrer ses dessins à son PDG Marc Schaudel, il croise un petit garçon dans l'ascenseur en train de regarder Scream 4. La rencontre se passant mal, puisque le garçon le prend à partie et l'insulte, Franck va alors lui révéler la fin de l'intrigue du film, ce qui crée une tension entre eux. Franck va ensuite proposer ses dessins à Marc Schaudel qui ne s'y intéresse qu'à moitié et préfère répondre à des appels téléphoniques au sujet d'un accident de la circulation qui a eu lieu sur le parking. Franck, qui doit fêter ses 30 ans se rend au supermarché avec ses amis Sam et Alex pour acheter ce dont ils ont besoin pour la fête prévue le soir-même. Sam est un véritable homme à femme, tandis qu'Alex est un fou du volant, occasionnant divers accidents (comme celui dans le parking de l'entreprise de Marc, auquel il va également subtiliser une caméra qu'il était censé livrer).
Franck, qui devait pourtant fêter son anniversaire, se retrouve obligé par son patron de garder le fils de ce dernier jusqu'au lendemain soir alors qu'il était initialement question de la soirée, en échange de quoi Marc Schaudel examinera lundi à 19h les planches de Franck. Marc Schaudel et sa femme doivent en effet se rendre à une importante cérémonie et la baby-sitter s'est décommandée subitement à la suite d'une agression dans le métro. Il se trouve que le fils, qui se prénomme Rémy, est le garçon de l'ascenseur. Marc assure à sa femme que Franck est quelqu'un de sérieux (alors qu'il ne le connaît presque pas et ne l'a vu qu'à quelques reprises en deux ans de collaboration, l'appelant même François). Le début de la soirée se passe mal entre Franck et Rémy, ce dernier faisant ses quatre volontés et intimant à son nouveau babysitter de ne pas lui adresser la parole pour le reste de la soirée s'il souhaite ne pas être accusé d'attouchements.
Le lendemain, les parents sont réveillés par un appel téléphonique de la police annonçant que le petit et le baby-sitter ont disparu. Ils foncent chez eux et découvrent la maison sens dessus dessous, l'enquêteur de police suggérant qu'il s'agit possiblement d'un enlèvement d'enfant ou quelque chose de glauque s'apparentant à cela, ce qui donne des sueurs froides au couple Schaudel. Cependant, un des policiers trouve sur place la caméra d'Alex qui contient des vidéos tournées depuis la veille. La police et les parents visionnent alors les vidéos et vont comprendre peu à peu le déroulement de la soirée. Les spectateurs commenteront la vidéo.
Le film montre les deux amis de Franck, Sam et Alex (qui filme toute la soirée), bien décidés à lui fêter son anniversaire, qui ont fait irruption chez les Schaudel, donnant à Rémy un somnifère, bien que Franck, dans un premier temps, ne voulait accueillir personne par crainte de potentiels dérapages.
Les invités commencent à arriver et, parmi eux, Ernest et sa cousine, la belle Sonia, qui a par le passé brièvement travaillé aux maisons d'éditions Schaudel et déjà eu une relation avec Franck le temps d'un pot de départ ; ce dernier étant encore amoureux d'elle. Très vite, Franck est totalement dépassé par les événements, et tente d'expliquer aux invités qu'il n'est pas chez lui, mais Sam le fait passer pour un blagueur.
Alors que Sam et Alex ont déjà accidentellement tué le perroquet des Schaudel, comparent une photo de Marc à "Gollum" dans Le Seigneur des Anneaux (sans que Marc comprenne la référence lors du visionnage bien que cela l'énerve) et que la soirée ne cesse de dégénérer (Franck qui a cru être arrêté par la police se retrouve en fait menotté sur une chaise par deux faux policiers, dont l'une se déshabille progressivement et lui assène des coups de fesses au visage), Franck s'aperçoit que Rémy (qui s'est entre-temps réveillé) n'est plus là. Celui-ci avait juste avant sa disparition menacé de révéler toute la vérité à ses parents si Franck ne lui donnait pas 300 €, mais a finalement envoyé plusieurs SMS vulgaires et obscènes aux contacts féminins de son babysitter en lui subtilisant son téléphone mobile. Paniqué et fou de rage, il le cherche partout dans la maison puis se rappelle que le garçon voulait aller à la fête foraine du coin.
Accompagné de Sam, Alex, Sonia et Ernest, il va le chercher dans la voiture des Schaudel qu'Alex a « trouvée là » et Franck demande à ses amis, Paul et Jean, de virer tout le monde et de ranger . En chemin, Ernest découvre que sa femme l'a trompé avec Sam, ce qui le met hors de lui et lui fait quitter la voiture. C'est là qu'un camion arrache la portière arrière gauche du Range Rover. Lorsque la police arrive et réclame les papiers du véhicule, qu'Alex, le conducteur, n'a forcément pas, ce dernier préfère alors fuir à toute vitesse. Après une course poursuite, le véhicule termine sa course dans les bois de Saint-Germain-en-Laye, accidenté. Les quatre amis, après avoir croisé des prostituées (et l'enquêteur de police, ce dernier prétextera une "enquête" lors du visionnage), arrivent à la foire, passant à pieds dans la forêt, et retrouvent Rémy qui insiste pour qu'ils y restent une heure. Ils acceptent à contrecœur et finissent par beaucoup s'amuser, Sonia commençant à se rapprocher de Franck. Ils apprennent aussi que le plus grand rêve de Rémy est que son père, qui ne pense qu'à lui et ne s'occupe pas de son fils, vienne le voir jouer au football.
En repartant, ils retrouvent Ernest, complètement saoul, qui a refusé de payer son repas. Rémy ayant rapidement besoin de sa Ventoline pour surmonter sa crise d'asthme, les compères retournent tous jusqu'à la maison des Schaudel dans des karts volés à la fête foraine, dans une épique course poursuite digne de Mario Kart, après avoir échappé dans un premier temps aux amis du barman, ce dernier ayant été assommé par Ernest qui n'avait pas réglé son dû. En cours de route, ils se font flasher par le radar automatique fixe.
Lorsqu'ils arrivent à destination, c'est pire que jamais : la maison, le jardin et la piscine sont archi-pleins car Paul et Jean ont décuplé la fête au lieu de ranger. Le voisin qui vient se plaindre des nuisances est moqué par Ernest comme ressemblant "au monsieur du film Là-haut". Franck, qui a été giflé par une de ses contacts ayant reçu le SMS graveleux envoyé par Rémy avant son départ à la fête foraine, est furieux et décide d'expulser tous les participants, qu'il ne connaît pour la plupart pas, affirmant au passage qu'il déteste tout le monde et qu'à cause de ça il aura des ennuis de toute sorte avec les Schaudel lorsqu'ils reviendront chez eux. Quelques participant(e)s encore présent(e)s sur place sont complètements ivres et avachis sur le canapé, incapables de bouger et en tenue légère ou en déguisement de peluche, Sonia les sort de leur torpeur et les chasse en leur donnant une fessée. Avant la fin de la vidéo d'Alex, Rémy affirme cependant s'être amusé comme jamais et considère son babysitter comme un membre de sa famille voire comme un père et qu'il était un meilleur type que ce qu'il imaginait, Franck lui dit de dormir au plus vite afin d'être opérationnel aux aurores pour un événement important. Mais l'équipe de Franck est appelée dehors car les derniers fêtards encore présents ont attaché le voisin assis sur un fauteuil auquel sont accrochés des ballons gonflés à l'hélium, comme dans le film Là-haut.
Le film s'arrête brusquement et c'est Mme Schaudel qui pense savoir où sont allés tous les protagonistes : voir Rémy jouer sa finale de foot. Les Schaudel, soulagés de savoir leur fils en vie et dans de bonnes mains mais furieux de constater l'ampleur des dégâts, y vont eux aussi. Mais entre-temps, Sam, revenu sur les lieux de la fête pour terminer le ménage, est surpris du retour des Schaudel chez eux et prétextera un groupe venu saccager la maison avant de se rétracter, comprenant que les Schaudel ont visionné le film. En tentant de s'expliquer qu'il a essayé de limiter les dégâts, Sam brise maladroitement un objet de valeur supplémentaire. Marc, fou de rage, lui donne un coup de poing "de la part de Goldbum" (il voulait dire Gollum ayant mal saisi la référence plus tôt) et la police arrête Sam.
En effet, Franck, Sonia et Alex assistent au match de Rémy. Alors qu'Alex est parti chercher des boissons, les Schaudel arrivent et Marc a une discussion avec Franck. Il lui dit que sa femme l'a convaincu de ne pas le frapper ; puis il énumère la liste des dégâts occasionnés, l'informe qu'il le licencie et que la police l'attend pour l'arrêter. Franck, qui avait comme son ami Sam initialement tenté de faire croire à une entrée par effraction de militants Greenpeace ; lui rétorque que lui et ses amis ont fait n'importe quoi et que la colère de son patron est légitime, mais que son fils s'est néanmoins éclaté pendant la soirée en sa compagnie, qu'il a pris soin de Rémy jusqu'au bout malgré un contexte délicat (au point de griller toutes les lois en revenant en kart pour trouver la Ventoline ou en volant la voiture des Schaudel pour retrouver au plus vite Rémy parti à la fête foraine et s'assurer de sa sécurité) et que la tournure des événements l'a poussé à venir voir son fils jouer la finale de foot, lors de laquelle il inscrira un but décisif, ce qui ne se serait pas produit sans ça, Marc Schaudel détestant le foot ; ce qui a pour effet d'apaiser relativement son patron. C'est au moment d'être embarqué avec Sam et Alex, qui n'a cette fois pas réussi à fuir, que Sonia l'embrasse.
Le film se conclut sur une séance de dédicaces de Franck pour sa fameuse bande dessinée : Babysitting, qu'il a pu publier grâce à M. Schaudel, celui-ci ayant tout intérêt à le voir réussir s'il veut être dédommagé, tandis que Rémy, qui se trouvait avec son père, considère et apprécie désormais son ex-babysitter en le saluant poliment.

## Fiche technique
Sauf indication contraire, les informations mentionnées dans cette section peuvent être confirmées par la base de données cinématographiques Unifrance,  présente dans la section « Liens externes ».
- Titre original : Babysitting
- Réalisation : Philippe Lacheau et Nicolas Benamou
- Scénario et dialogues : Philippe Lacheau, Pierre Lacheau, Julien Arruti et Tarek Boudali
- Musique : Michaël Tordjman et Maxime Desprez
- Décors : Samuel Teisseire
- Costumes : Aurore Pierre
- Photographie : Antoine Marteau
- Son : Arnaud Lavaleix, Frédéric Le Louet, Julien Perez
- Montage : Olivier Michaut-Alchourroun
- Production : Marc Fiszman et Christophe Cervoni
  - Coproduction : Alexander Akoka, Philippe Akoka, Julien Deris, Franck Elbase, David Gauquié, Nicolas Lesage, Etienne Mallet et Alain Peyrollaz
- Sociétés de production[1] : Cinéfrance 1888, Madame Films, Axel Films et Good Lap Production, en association avec Universal Pictures International et La Banque Postale Image 7
- Sociétés de distribution[2] : Universal Pictures International (France) ; Vertigo Films Distribution (Belgique) ; TVA Films (Québec) ; Praesens-Film (Suisse romande)
- Budget : 3,4 millions d’ €[3]
- Pays de production :  France
- Langue originale : français
- Format[4] : couleur - DCP Digital Cinema Package - 1,85:1 (Panavision) - son Dolby 5.1
- Genre : comédie
- Durée : 84 minutes
- Dates de sortie[5] :
  - France : 16 janvier 2014 (Festival international du film de comédie de l'Alpe d'Huez) ; 16 avril 2014 (sortie nationale)
  - Belgique, Suisse romande : 16 avril 2014[6],[7]
  - Québec : 29 août 2014[8]
- Classification[9] :
  - France : tous publics[10]
  - Belgique : tous publics (Alle Leeftijden)[6]
  - Suisse romande : interdit aux moins de 14 ans[11]
  - Québec : 13 ans et plus (13+ / 13 years and over)[8]

## Distribution
- Philippe Lacheau : Franck Amory
- Alice David : Sonia Lamar
- Vincent Desagnat : Ernest
- Tarek Boudali : Sam El Alaouid
- Julien Arruti : Alex
- Grégoire Ludig : Paul
- David Marsais : Jean
- Gérard Jugnot : Marc Schaudel
- Clotilde Courau : Claire Schaudel
- Philippe Duquesne : l'inspecteur Caillaud
- David Salles : le commissaire Laville
- Charlotte Gabris : Estelle
- Philippe Brigaud : Mr Monet, le voisin des Schaudel
- Enzo Tomasini : Rémi Schaudel, le fils de Marc et Claire
- Azedine Kasri : le fêtard 1
- Thomas Blumenthal : le fêtard 2
- Alice Dufour : la copine de Paul

## Production

### Attribution des rôles
Didier Bourdon est sollicité pour tenir le rôle de Marc Schaudel, mais l'acteur est déjà pris par le tournage de Les Trois Frères : Le Retour. Le rôle échoit à Gérard Jugnot.

## Accueil

### Accueil critique
Le film est plutôt bien accueilli par la critique française : le site Allociné propose une note moyenne de 3,2 sur 5 calculée sur les critiques des 16 médias. Le Parisien y voit un futur film culte. Elle affirme que « Babysitting est probablement la comédie française qu’on attendait depuis longtemps ».
Le film recueille aussi des commentaires négatifs. Le Monde accuse une inspiration éhontée en deux phrases : « Philippe Lacheau et Nicolas Benamou s'affranchissent d'un vrai travail de mise en scène. Leur film n'est ainsi qu'un pâle duplicata de succès récents au box-office américain. » L'accusation de plagiat n'est semble-t-il pas fondée, car quand en 2012 le film américain Projet X sort, Philippe Lacheau avait déjà une version de son script et démarchait des producteurs pour son film depuis deux ans. Les critiques quant à la qualité du film en lui-même sont plus positives, même s'ils le qualifient souvent de teen-movie.

### Box-office
Lors de son premier jour d'exploitation , le film a attiré 75 748 spectateurs dans 405 salles.
| Pays     | Dates de sorties, | Box-office                                                       |
| -------- | ----------------- | ---------------------------------------------------------------- |
| France   | 16 avril 2014     | 2 307 718 entrées (au 12 août 2014) dont Paris : 537 764 entrées |
| Italie   | 3 juillet 2014    | 163 864 entrées                                                  |
| Russie   | 20 novembre 2014  | 103 600 entrées                                                  |
| Suisse   | 17 avril 2014     | 13 355 entrées                                                   |
| Belgique | 16 avril 2014     | 1 700 entrées                                                    |

## Distinctions
En 2014, Babysitting a été sélectionné 5 fois dans diverses catégories et a remporté 2 récompenses,.

### Récompenses
- Festival international du film de comédie de l'Alpe d'Huez 2014 :
  - Prix spécial du jury pour Nicolas Benamou et Philippe Lacheau,
  - Prix du public du meilleur long métrage pour Nicolas Benamou et Philippe Lacheau.

### Nominations
- Festival international du film de comédie de l'Alpe d'Huez 2014 :
  - Prix Coup de Cœur de la Profession - Digimage pour Nicolas Benamou et Philippe Lacheau,
  - Grand Prix OCS pour Nicolas Benamou et Philippe Lacheau.

### Sélections
- City of Lights, City of Angels 2014 : sélection officielle[25].

## Suite
Une suite, simplement intitulée Babysitting 2, est sortie le 2 décembre 2015.